# Picot de clatell groc ala-roig
El picot de clatell groc ala-roig (Picus puniceus) és una espècie d'ocell de la família dels pícids (Picidae) que habita els boscos del la Península Malaia, Sumatra, Borneo, Java i altres illes properes més petites.